# Gerald Webb
Gerald Webb (* in Philadelphia, Pennsylvania) ist ein US-amerikanischer Schauspieler, Synchronsprecher, Filmproduzent und Casting Director.

## Leben
Webb wurde in Philadelphia als Sohn afroamerikanisch-jamaikanischer Eltern geboren. Er wuchs in Sicklerville im US-Bundesstaat New Jersey auf. 2006 wirkte er in einer Episode der Fernsehserie LA Forensics und als Nebendarsteller im Film Nailed mit. Von 2007 bis 2008 spielte er in drei Episoden der Fernsehdokuserie Murder by the book – Die echten Thriller Murder in drei Episoden in verschiedenen Rollen mit. 2008 war er in insgesamt vier Episoden der Fernsehserie The Lair mit. Später wirkte er hauptsächlich in Low-Budget-Filmen mit. So wirkte er 2010 im Tierhorrorfilm Mega Shark vs. Crocosaurus als Jean mit. 2011 spielte er im Horrorfilm A Haunting in Salem in der Rolle des Bürgermeister Avery Collins oder auch in Battle of Los Angeles als Lt. Jeffery Newman mit. 2012 wirkte er im Actionfilm Flight 23 – Air Crash als First Officer Ken Aoki sowie im Tierhorrorfilm 2-Headed Shark Attack als Han mit. 2013 folgte eine Rolle im Horrorfilm Alone for Christmas: Bone – Allein zu Haus hatte er eine Sprechrolle inne. 2021 war er im Film Catch the Fair One – Von der Beute zum Raubtier als Gary zu sehen. 2022 spielte er in 2025 Armageddon – Willkommen im Multiversum als Jerry Ford mit.
Er ist auch als Theaterschauspieler tätig.

## Filmografie (Auswahl)

### Schauspiel
- 2006: LA Forensics (Fernsehserie, Episode 1x06)
- 2006: Nailed
- 2007: Light and the Sufferer
- 2007–2008: Murder by the book – Die echten Thriller Murder (Murder by the Book, Fernsehdokuserie, 3 Episoden, verschiedene Rollen)
- 2008: Color of the Cross 2: The Resurrection
- 2008: Secret Fridays (Fernsehserie, Episode 1x06)
- 2008: Padmé (Kurzfilm)
- 2008: Eve (Fernsehserie)
- 2008: The Lair (Fernsehserie, 4 Episoden)
- 2008: Welfare Checks
- 2008: To Debbie for Her Birthday (Kurzfilm)
- 2009: Spicy Mac Project
- 2009: Pastor Jones: Sisters in Spirit 2
- 2009: Mysteries of Angels and Demons
- 2009: Silent Venom
- 2009: Reptisaurus (Fernsehfilm)
- 2009: The Cleaner (Fernsehserie, Episode 2x09)
- 2009: Perry's Fairies (Kurzfilm)
- 2009: I Didn't Know I Was Pregnant (Fernsehserie, Episode 2x03)
- 2009: The Stalker Within
- 2009: Da' Booty Shop
- 2010: Nose Candy (Kurzfilm)
- 2010: Turbulent Skies (Fernsehfilm)
- 2010: In My Sleep
- 2010: Titanic 2 – Die Rückkehr (Titanic II)
- 2010: Mega Shark vs. Crocosaurus
- 2010: 2.0
- 2010–2011: Law & Order: LA (Fernsehserie, 2 Episoden)
- 2011: Dolly Madison (Kurzfilm)
- 2011: Camel Spiders – Angriff der Monsterspinnen (Camel Spiders, Fernsehfilm)
- 2011: Battle of Los Angeles
- 2011: Circle of Influence (Fernsehserie, Episode 1x01)
- 2011: Thor – Der Allmächtige (Almighty Thor, Fernsehfilm)
- 2011: Eiszeit – New York 2012 (2012: Ice Age)
- 2011: Born Bad
- 2011: A Haunting in Salem
- 2011: 3 Musketeers
- 2011: Zombie Apocalypse (Fernsehfilm)
- 2011: Supershark (Super Shark)
- 2012: 2-Headed Shark Attack
- 2012: Flight 23 – Air Crash (Air Collision)
- 2012: Adopting Terror (Fernsehfilm)
- 2012: Bikini Spring Break Massaker (Girls gone Dead)
- 2012: Lizard Man
- 2012: She Is Not My Sister
- 2012: Super Cyclone
- 2012: The Silicon Assassin Project (Fernsehserie, Episode 1x02)
- 2012: Hold Your Breath
- 2012: Layover (Fernsehfilm)
- 2012: It’s Always Sunny in Philadelphia (Fernsehserie, Episode 8x03)
- 2013: Franklin & Bash (Fernsehserie, Episode 3x02)
- 2013: True Blood (Fernsehserie, Episode 6x04)
- 2013: Die verzauberte Schneekugel (A Snow Globe Christmas, Fernsehfilm)
- 2014: Android Cop
- 2014: Bullet
- 2014: Intelligence (Fernsehserie, Episode 1x10)
- 2014: Rake (Fernsehserie, Episode 1x11)
- 2014: Workaholics (Fernsehserie, Episode 4x13)
- 2014: Asteroid vs Earth (Fernsehfilm)
- 2014: Blood Lake: Killerfische greifen an (Blood Lake: Attack of the Killer Lampreys, Fernsehfilm)
- 2014: Sharknado 2 (Sharknado 2: The Second One, Fernsehfilm)
- 2014: The Slimbones
- 2014: Mercenaries
- 2014: On Angel's Wings
- 2015: Stalker (Fernsehserie, Episode 1x12)
- 2015: Marvel’s Agent Carter (Fernsehserie, Episode 1x08)
- 2015: A House Is Not a Home
- 2015: Agent X (Fernsehserie, Episode 1x05)
- 2016: Navy CIS: L.A. (NCIS: Los Angeles, Fernsehserie, Episode 7x21)
- 2016: Sniper Special Ops
- 2016: Accidental Switch (Fernsehfilm)
- 2016: Criminal Minds: Beyond Borders (Fernsehserie, Episode 1x12)
- 2016: Trial
- 2016: A Christmas in Vermont (Fernsehfilm)
- 2017: The Conway Curve
- 2017: Deadly Vows (Fernsehfilm)
- 2017: Wisdom of the Crowd (Fernsehserie, Episode 1x04)
- 2017: Framed by My Fiancé (Fernsehfilm)
- 2018: Bull (Fernsehserie, Episode 2x13)
- 2018: Barry (Fernsehserie, Episode 1x02)
- 2018: Dick Dickster
- 2019: Sleeping with My Student
- 2019: 2nd Chance for Christmas (Fernsehfilm)
- 2020: Players (Fernsehserie, 5 Episoden)
- 2020: Good Trouble (Fernsehserie, Episode 2x11)
- 2020: 9-1-1 (Fernsehserie, Episode 3x15)
- 2020: L.A.’s Finest (Fernsehserie, Episode 2x04)
- 2020: The Shadow Diaries (Fernsehserie, 3 Episoden)
- 2021: Assault on VA-33
- 2021: Catch the Fair One – Von der Beute zum Raubtier (Catch the Fair One)
- 2021: Paranormal Activity: Next of Kin
- 2022: 2025 Armageddon – Willkommen im Multiversum (2025 Armageddon)

### Synchronisationen
- 2010: Space Dogs (Belka i Strelka. Swjosdnyje sobakiБелка и Стрелка. Звёздные собаки, Animationsfilm)
- 2013: Alone for Christmas: Bone – Allein zu Haus (Alone for Christmas)
- 2013: WR: Director’s Introduction (Kurzfilm)

### Produktion
- 2011: Dragon Crusaders – Im Reich der Kreuzritter und Drachen (Dragon Crusaders)
- 2012: She Is Not My Sister
- 2012–2013: The Silicon Assassin Project (Fernsehserie, 3 Episoden)
- 2014: Hamlet & Hutch
- 2014: Agency (Kurzfilm)
- 2014: On Angel's Wings
- 2015: A House Is Not a Home
- 2016: Accidental Switch (Fernsehfilm)
- 2016: Trial
- 2016: MiddleMan
- 2016: The Crooked Man (Fernsehfilm)
- 2016: A Christmas in Vermont (Fernsehfilm)
- 2016: The Wrong House (Fernsehfilm)
- 2016: The Clean (Fernsehserie)
- 2017: The Twin (Fernsehfilm)
- 2017: Stage Fright (Fernsehfilm)
- 2017: Circus Kane
- 2017: Deadly Vows (Fernsehfilm)
- 2017: Framed by My Fiancé (Fernsehfilm)
- 2018: Witness Unprotected (Fernsehfilm)
- 2018: Fiancé Killer (Fernsehfilm)
- 2018: Minutes to Midnight – Bete, dass sie nicht vorbeischauen… (Minutes to Midnight)
- 2018: Deadly Shores (Fernsehfilm)
- 2018: Dick Dickster
- 2018: The Bay (Fernsehserie, Episode 4x05)
- 2019: Staged Killer
- 2019: 2nd Chance for Christmas (Fernsehfilm)
- 2020: $TACK$ (Kurzfilm)
- 2020–2021: FraXtur (Fernsehserie, 9 Episoden)
- 2021: Assault on VA-33
- 2022: A Christmas... Present (Fernsehfilm)
- 2022: Christmas on Candy Cane Lane (Fernsehfilm)

## Theater (Auswahl)
- Love Buddies, Stage 52 / Don B. Welch
- Love in a Day, Darryl James / Stage 52
- About Faces, Abingdon Stages, NYC
- Whatcha Peepin at?, Stella Adler Theater
- LA Connection Improv, Improvisation